# Bãi ngầm James
Bãi ngầm James hay bãi cạn James (tiếng Anh: James Shoal; tiếng Trung: 曾母暗沙/詹姆沙; bính âm: céngmǔ ànshā/céngmǔshā, Hán-Việt: Tăng Mẫu ám sa/Chiêm Mỗ sa; tiếng Mã Lai: Beting Serupai) là một rạn san hô trong Biển Đông với chiều sâu khoảng 22 mét so với mặt biển.

## Địa lý
Bãi ngầm James nằm trên thềm lục địa của đảo Borneo, cách Bintulu của Malaysia 80 km về phía tây bắc, cách cực nam của cụm bãi cạn Luconia và đất liền Trung Quốc lần lượt là 96 km (52 hải lý) và 1.800 km về phía nam. Trung Quốc tuyên bố rằng đây là điểm cực nam của lãnh thổ nước mình.
Xét về bản chất, thực thể địa lý này thực ra là một rạn san hô có chiều dài tính theo trục bắc tây bắc - nam đông nam là 2.385 m, chiều rộng là 1.380 m với tổng diện tích khoảng 2,12 km². Nơi nông nhất sâu 17,5 m. Theo Trung Quốc, khu vực bồn trũng Tăng Mẫu trải rộng trên diện tích 18.300 km² ở phía nam Biển Đông là nơi rất giàu tài nguyên, ước tính có tổng trữ lượng dầu và khí từ 12 đến 13 tỉ tấn.

## Tranh chấp
Bãi ngầm James là đối tượng tranh chấp giữa Cộng hòa Nhân dân Trung Hoa, Trung Hoa Dân Quốc (Đài Loan) và Malaysia. Hiện Việt Nam vẫn chưa công bố chính thức phạm vi của khái niệm "quần đảo Trường Sa" nên không thể khẳng định nước này coi đây là một phần của quần đảo Trường Sa hay là lãnh thổ Malaysia.
Trong thập niên 1920 và đầu thập niên 1930, các bản đồ của Trung Hoa Dân Quốc vẽ cực nam của nước mình chỉ đến khoảng giữa vĩ tuyến 15°B và 16°B, tức là phía nam của quần đảo Hoàng Sa. Sau sự kiện Pháp chính thức chiếm hữu một số đảo thuộc Trường Sa vào năm 1933, bản đồ Trung Hoa Dân Quốc thay đổi cách thể hiện cực nam lãnh thổ bằng cách đẩy nó xuống phía nam đến khoảng giữa vĩ tuyến 7° và 9°B, tức là vẫn chưa vươn tới bãi ngầm James. Năm 1935, nước này cho ấn hành tấm bản đồ thể hiện 132 thực thể địa lý ("đảo-tiêu-than-châu") trong Biển Đông và lần này đã bao gồm bãi James gần vĩ tuyến 4°B mà khi này được gọi là bãi Tăng Mẫu (chữ Hán phồn thể:曾母灘, bính âm: Céngmǔ tān, Hán-Việt: Tăng Mẫu than). Từ đó đến nay, cả hai chính phủ Trung Hoa Dân Quốc (Đài Loan) và Cộng hoà Nhân dân Trung Hoa đều đồng quan điểm rằng bãi ngầm James là cực nam lãnh thổ của họ.
Tháng 5 năm 1983, một đội tàu Hải quân Quân giải phóng Nhân dân Trung Quốc ghé thăm rạn san hô nhằm khẳng định chủ quyền quốc gia của Trung Quốc. Tháng 9 cùng năm, Malaysia chính thức tuyên bố về quyết định chiếm bãi ngầm James, đá Hoa Lau, bãi Kiêu Ngựa, đá Kỳ Vân và xem chúng thuộc "vùng kinh tế biển" của mình.
Năm 1994, Hải quân Quân giải phóng Nhân dân Trung Quốc lại viếng thăm và thả bia. Vào ngày 20 tháng 4 năm 2010, tàu Hải giám số 83 đã thả một bia chủ quyền xuống khu vực biển của rạn san hô để khẳng định chủ quyền của Trung Quốc.